# Muhammad Muhammad Sadiq al-Sadr
Muḥammad Muḥammad Ṣādiq al-Ṣadr (in arabo محمد محمّد صادق الصدر‎?; al-Kazimiyya, 23 marzo 1943 – Najaf, 19 febbraio 1999) è stato Grande Ayatollah sciita imamita usuli.
Fu un Āyatollāh al-ʿUẓmā impegnato anche in politica e attivo nella richiesta di riforme in Iraq e nella liberazione degli esponenti sciiti incarcerati dal governo. La sua crescente popolarità lo mise in competizione involontaria con altri esponenti delle gerarchie religiose sciite, incluso l'Ayatollah Muhammed Baqir al-Hakim, che fu esiliato in Iran.

## Biografia
Muḥammad Muḥammad Ṣādiq al-Ṣadr era figlio di Muḥammad Ṣādiq al-Ṣadr (1906–1986), e nipote di Ismāʿīl al-Ṣadr, il patriarca della famiglia al-Ṣadr, ed era cugino primo di Muhammad Baqir al-Sadr e di Bint al-Huda.
In seguito alla Guerra del Golfo, gli sciiti dell'Iraq meridionale entrarono in aperta ribellione contro il governo centrale. Un certo numero di province rovesciò le strutture ba'thiste e si rivoltò contro Saddam Hussein e il Baʿth che lo sosteneva in modo passivo. La leadership della insurrezione sciita e la stessa dottrina sciita in Iraq furono divise tra quanti si rifacevano all'Ayatollah Ali al-Sistani e l'Ayatollah Muhammad Sadiq al-Ṣadr. Quest'ultimo, di base a Baghdad, si rivolse ai più giovani e maggiormente radicaleggianti sciiti delle aree più impoverite dell'Iraq meridionale. Gli sciiti accorsero a Baghdad dalle loro regioni derelitte per raggiungere al-Ṣadr e riconoscerne la leadership. In questo ghetto cittadino di fatto, al-Ṣadr costruì una rete clandestina di fedeli seguaci e divenne sempre più una figura preminente sullo scenario politico iracheno.
Come esito della privazione dei diritti civili e della repressione degli sciiti in Iraq e della lealtà nei confronti di al-Ṣadr delle popolazioni locali, Saddam Hussein e il suo governo ba'thista, non furono in grado di controllare quella parte di Baghdad e la carenza di controllo limitò la loro capacità di colpire la base di consenso e di potere di al-Ṣadr. Quella parte di Baghdad fu ironicamente chiamata Madīnat Ṣaddām.

## Opere
- Al-Islam wa l-Mithaq al-'alamiyya li-l-huquq al-insan (L'Islam e il Patto internazionale sui diritti umani)
- Ma wara al-fiqh (Cosa c'è dietro la giurisprudenza)
- Fiqh al-asha'ir (La giurisprudenza tribale)